# De Ronde Venen
De Ronde Venen és un municipi de la província d'Utrecht, al centre dels Països Baixos. El maig de 2014 tenia 42.654 habitants repartits per una superfície de 116,98 km² (dels quals 16,21 km² corresponen a aigua). L'1 de gener de 2011 va incorporar Abcoude.

## Centres de població
- Abcoude
- Amstelhoek
- De Hoef
- Mijdrecht
- Vinkeveen
- Waverveen
- Wilnis

## Ajuntament
El consistori municipal consta de 23 membres, format des del 2006 per:
- CDA, 6 regidors
- PvdA/GroenLinks, 4 regidors
- Ronde Venen Belang. 4 regidors
- VVD, 3 regidors
- ChristenUnie/SGP, 2 regidors
- Gemeenten Belangen, 2 regidors
- Demòcrates 66, 1 regidor
- VVW, 1 regidor

## Personatges il·lustres
- André Hazes, cantant.